# Палмово масло
Палмовото масло е органичен продукт, масло, получено от месестата част на плодовете на дърветата от род маслената палма - Африканска маслена палма (Elaeis guineensis) и Американска маслена палма (Elaeis oleifera).
Световното производство на палмово масло през 2005 година възлиза на около 35 млн. тона, а най-големите негови производители и износители са Малайзия (15 млн. тона) и Индонезия (14 млн. тона).

## Употреба
Втвърдява се при температура, по-ниска от 30°C. Богато е на каротиноиди и палмитинова киселина. Намира широко приложение при производството на сапуни, стеарин, маргарин, а също така и като смазочен материал.
Характеризира се с типичен орехов вкус, приятен аромат и червено-оранжев цвят. Ползва се широко в кулинарията (като мазнина за пържене, както и за приготовление на сладкарски изделия) и в хранителната промишленост, но има индикации за вредно въздействие на палмовото масло върху сърдечно-съдовата система. Консумацията на това масло увеличава сравнително съдържанието на ЛДЛ-холестерола в кръвта и покачва рисковете за сърдечно-съдови болести, поради наличието на наситени мастни киселини.